# Eros Fassetta
Eros Silvio Fassetta, né le 6 mars 1936 à Codogno et mort en décembre 2002, est un footballeur italien qui évoluait au poste de défenseur. Il a principalement joué pour le Hellas Vérone, mais il a également fait partie de l'AC Milan avec lequel il a remporté la Coupe Latine en 1956.

## Biographie
Formé à l'AC Milan, Fassetta fait ses débuts en Serie A le 10 mai 1956 lors d'une victoire 2-0 contre Novara. La même année, il remporte la Coupe Latine avec le Milan.
Prêté en Serie B au Simmenthal-Monza pour la saison 1956-1957, il dispute 15 matchs avant de revenir au Milan, où il joue un dernier match en Serie A lors d’une victoire 5-0 contre Atalanta en 1957,.
En 1958, Fassetta rejoint le Hellas Vérone, où il devient un titulaire régulier pendant sept saisons, participant à 173 matchs de Serie B et inscrivant 2 buts.
Au total, il compte 188 apparitions en Serie B et 2 en Serie A.

## Palmarès
AC Milan
- Coupe Latine :
  - Vainqueur : 1956.